# Ihász-Kovács Éva
Ihász-Kovács Éva (Székesfehérvár, 1930. május 16. – Budapest, 2013. június 8.) költő, író, esztéta.

## Élete
Pápán, Székesfehérváron, Balatonfüreden, Budapesten és Veszprémben végezte tanulmányait. Apja Ihász-Kovács János vasúti tiszt volt, akinek a családja Kolozsvárról származott el. Anyai ágon bárói felmenőkkel rendelkezik. Eredeti szakmája szerint vegyész volt, de egy vegyészeti balesetet követően írni kezdett. A gimnáziumban első díjat nyert egy Márai Sándor által zsűrizett versenyen. Márai Sándor fölismerte költői vénáját, s két éven át Márai Sándorné felolvasónője lett. Márai után Kassák Lajos tanítványa lett. 1963-ban négy irodalmi díjat nyert a Magyar Vakok és Gyengénlátók Országos Szövetsége irodalmi pályázatán.
1970-től 1979-ig kultúrigazgatóként dolgozott Somogy megyében, ahol négy-öt település kulturális életét vezette. Munkájáért megkapta a kiváló népművelő címet. A Marcali járás MVGYOSZ csoportjának megalapítása után, amelynek elnöke lett, a Somogyfajszi Ifjúsági Cserhát Művészkörrel karöltve több városban (pl. Kaposváron, Marcaliban, Öreglakon, Nagybajomban, Barcson) tartottak bemutatkozó előadásokat. Első kötetéhez, a Fodor András és Tandori Dezső Kossuth-díjas költők által lektorált, Csányi László révén fülszövegezett, s Bornemisza Barnabás János által illusztrált Viszem tovább című műhöz Kassák Lajos özvegye adta az ún. „Kassák-ösztöndíjat”. Az első verseskönyvét Liptay Katalin,  a Társalgó c. műsor szerkesztője mutatta be a Petőfi-, majd Kossuth Rádióban, 1984-ben, majd 1985-ben. 1970-ben Veszprémben többedmagával megalapította a Batsányi-Cserhát Művészkört.
Hetven antológiában és az ország szinte minden lapjában jelentek meg művei. Az 1978-ban kiadott Olasz Almanach (Magyar Orvosíró), a Nemzetközi lexikon, a Budapest I. II. III. nagylexikon (1997–1998) klasszikus költőnek nevezi. A „Nap Embere” címet kapta a Budapest Televízióban. Versei Czigány György és Baranyi Ferenc tolmácsolásában több alkalommal elhangzottak a Bartók Rádióban. Neve több lexikonban szerepelt, köztük az Olasz Almanachban, a MINSZK*-lexikonban, a Váci Mihály irodalmi lexikonban, a svájci Who Is Who nemzetközi lexikonban. Ösztöndíjas a Napút folyóiratban.

## Tagság
- Magyar Köztársaság Irodalmi Alap
- Magyar Orvosírók Nemzetközi Társasága
- Magyar Írók Nemzetközi Szövetsége

### Alapító tag
- Berzsenyi Társaság
- Délsziget
- MOTESZ
- Magyar Orvosíró és Képzőművész Kör
- Magyar Írók Nemzetközi Szövetsége*
- Kláris csoport – szerkesztő
- Batsányi Cserhát Művész Kör – alapító főtitkár
- Pécsi Írók, költők szövetsége
- Zengő fény c. lap Pécs

1992-ben alapította meg a Délibáb című irodalmi,
művészeti folyóiratot, annak versrovat vezetője.

## Művei
- Délutáni jegyzet  – 1970
- Viszem tovább...; Ihász-Kovács Éva, Budapest., 1983
- Amulett – 1985
- Térj vissza Judavid – 1985
- Megsejtett szavak – 1986
- Akit megfest a szivárvány – 1989
- Fénylő fohászok II. János Pál magyarországi emlékére – 1991
- Apokrif deklamáció 1995.
- Mária – 1994
- Boldogságos Szűz Mária 1997
- Napisten udvarában – 1998
- Zsoltár helyett – 2000
- Szeretőim a szavak – 2003
- Így felelt Jób – 2003
- Szemfényvesztő jelenben – 2004
- Szerelem mágusai – 2006
- Páris monológja
- Búcsú sosem-volt Ithakámtól. Memoár-kötet 1.; Cserhát Művész Kör, Bp., 2011

## Díjai
- Fekete István irodalmi díj
- Art nemzetközi művészeti díj
- „Béke ezüst érdemérem” (Három hetes tengerparti üdülés Egészségügyi Minisztérium)
- Aranykehely
- Aranylant
- Aranytoll
- Holland Királyság Ösztöndíja
- Platina-díj H.A.T.*
- Nemzetközi Aranydiploma
- Hegyvidéki arany
- Soros Alapítvány díjai
- Salvatore  Quasimodo – költői  verseny  emlék díj (Balatonfüred)
- Magyar Kultúra Lovagja (2002. január 21.) „A irodalmi munkásságáért és a falvak kultúrájának támogatásáért”
- Braille arany – életművéért (Magyar Vakok és Gyengénlátók Szövetsége)
- József Attila-aranykoszorú (Összmagyar Testület)
- Vörösmarty-díj (Budapest Magyar Falvak Kultúra Alapítvány  2001)
- Batsányi-emlékdíj (Összmagyar Testület) (Bartis Ferenc író adta át)
- Esélyegyenlőségi különdíj (Szociális Minisztérium)
- Illyés Gyula-díj 1995. Pen.klub
- Cserhát-nívódíj I. fokozata
- Napkút ösztöndíjasa
- Faludy György Alkotó Műhely Országos költő pályázatán: Aranyoklevél 2011.

- Magyarázat: H.A.T.= Hegyaljai Alkotók Társasága (Szerencs)
  - Petőfi Irodalmi Múzeum